# آدم بوجملین
آدم بوجملین (به انگلیسی: Adem Boudjemline؛ زادهٔ ۲۸ فوریهٔ ۱۹۹۴) اهل الجزایر است.
وی در مسابقات کشوری و بین‌المللی در مجموع برندهٔ ۱ مدال طلا و ۱ مدال برنز شده‌است. وی سابقه حضور در المپیک ۲۰۱۶ ریو و المپیک ۲۰۲۰ توکیو را دارد.